# Вступ Ісландії до Європейського Союзу
Вступ Ісландії до Європейського Союзу є однією з трьох процедур (разом з процедурами Норвегії та Швейцарії), які не були відхилені ЄС, але не увінчалися успіхом.
Ісландія подала заявку на вступ до Європейського Союзу 16 липня 2009 року. Цю заявку було офіційно прийнято Європейською Радою 27 липня 2009 року та надіслано до Комісії для аналізу. У лютому 2010 року Комісія оголосила, що підтримує відкриття переговорів про вступ з Ісландією.
17 червня 2010 року ЄС надав Ісландії статус кандидата, офіційно схваливши початок переговорів про вступ. Переговори почалися 27 липня 2010 року.
Уряд Ісландії мав на меті приєднатися у 2013 році, а членство в Ісландії підлягало референдуму, але парламентські вибори в Ісландії 2013 року поставили під сумнів цей швидкий графік. Таким чином, 13 червня 2013 року уряд Ісландії заморозив кандидатуру.
Як член Європейської економічної зони, Ісландія вже є членом єдиного ринку. Вона також є членом Шенгенської зони, яка скасовує прикордонний контроль між державами-членами.
13 вересня 2013 року, міністр закордонних справ Ісландії Гуннар Браґі Свейнсон оголошує, що уряд Ісландії призупиняє переговори про вступ до ЄС на час законодавчого органу, а уряд Ісландії представив 22 лютого 2014 року законопроєкт про зняття кандидатури. Офіційне зняття кандидатури відбулось 12 березня 2015 року. Проте 9 січня 2017 року коаліційна угода, спрямована на формування нового уряду, передбачала організацію референдуму, спрямованого на відновлення вступу країни до Європейського Союзу.

## Історія

### Співпраця

#### Попередня співпраця в Європі: Північний паспортний союз та ЄАВТ
1 грудня 1955 року, Ісландія була членом Північного паспортного союзу з Данією (включаючи Фарерські острови; без Ґренландії), Швеції, Фінляндії та Норвегії. Метою була боротьба з безробіттям за допомогою конвенції про роботу та ринок. Тоді прикордонний контроль між державами-членами був скасований.
Європейська асоціація вільної торгівлі (ЄАВТ) була заснована в 1960 році з ініціативи Сполученого Королівства, яка намагалася створити альтернативу ЄЕС. З 1970 року членом є Ісландія разом з Ліхтенштейном, Норвегією та Швейцарією. З 1972 року вона також підписала угоду про вільну торгівлю з Європейським Союзом.

#### Співпраця з Європейським Союзом
Ісландія також бере участь у багатьох програмах ЄС (наприклад, у програмі Erasmus), і кілька тисяч ісландців їдуть на навчання або роботу в Союз. Аналогічно, значна більшість іноземців, які подорожують до Ісландії, походять із Союзу. Крім того, Ісландія часто узгоджує свою зовнішню політику з політикою Союзу.

##### Європейська економічна зона
2 травня 1992 року Ісландія, її партнери по ЄАВТ та ЄС підписали договір про створення Європейської економічної зони (ЄЕЗ), щоб дозволити країнам ЄАВ брати участь у єдиному європейському ринку без приєднання до Союзу. Договір набув чинности з 1 січня 1994 року — за винятком Швейцарії, яка відхилила угоду на підставі референдуму.
Секретаріат ЄАВТ у Брюсселі повідомив у 2005 році, що Ісландія прийняла близько 6,5 % регулювання ЄС в результаті підписання угод про ЄЕЗ. Крім того, Ісландія застосовує приблизно 22 з 35 розділів, які повинні бути прийняті, перш ніж держава зможе приєднатися до Союзу.

##### Шенгенська зона
Вступ Данії до Європейського Союзу у 1973 році, а потім у 1995 році Фінляндії та Швеції, породило проблему в Північному паспортному союзі. Слід було відновити прикордонний контроль для поїздок до Норвегії та Ісландії через приєднання перших країн, згаданих до Шенгенської конвенції. Проте 18 травня 1996 року Норвегія та Ісландія підписали угоду про участь у Шенгенській конвенції. З 25 березня 2001 року Ісландія застосовує конвенцію.

### Наслідки глобальної фінансової кризи 2008 року
17 травня 2008 року під час зустрічі з членами своєї партії Гейр Хаарде заявив, що, на його думку, вартість вступу до Союзу перевищує вигоди, які Ісландія може отримати взамін, і, отже, він проти цього. Однак у жовтні 2008 року під час переговорів, спрямованих на репатріацію частини іноземних інвестиційних фондів з Ісландії, яка особливо постраждала від фінансової кризи вересня 2008 року, профспілки вимагали від Ісландії подати заявку на членство в Європейському Союзі в обмін на обмеження заробітної плати.
30 жовтня 2008 року міністр освіти Оргердур Катрін Гуннарсдоттір заявив, що "Ісландія повинна була визначити свої довгострокові національні інтереси, і це частково передбачає перегляд валютного режиму, включаючи можливу кандидатуру в ЄС і що цю заявку на членство слід обговорити з точки зору «тижнів більше, ніж місяців».
Через два тижні, 17 листопада 2008 року, Партія незалежности оголосила, що проведе свій з'їзд у січні 2009 року, а не восени того ж року, щоб повторно розглянути можливість подачі заявки на членство. Зі свого боку, Партія «Прогрес» оголосила, що також проведе свій з'їзд після відставки двох ворожих до членства в ЄС депутатів (включаючи лідерів партії), яких замінили депутати, які більш сприятливі для подання заявки.
Партія прогресу вирішила підтримати кандидатуру Союзу, але за суворих умов, таких як повна повноваження Ісландії над політикою в галузі рибальства та іншими національними ресурсами.
Коли в січні уряд, очолюваний Партією незалежности, був розпущений, партія вирішила перенести з'їзд на березень. Нарешті, партія вирішила залишити свою опозицію щодо членства і додала, що якщо інші будуть робити кроки — як щодо початку переговорів, так і щодо підписання договору про вступ до Союзу — вони мають бути винесені на референдум.

### Заявка

#### Вибори 2009 року та зміна політики щодо ЄС
Міністр фінансів Ісландії Стейнгрімур Зігфуссон, який лідирував на перших виборах у своїй країні після краху банківської системи 2008 року, сказав, що «рішення Ісландії про приєднання до Європейського Союзу та створення єдиної валюти мало прийматися народом, а не політичною партією», кажучи про те, що питання членства в ЄС було найбільшою загрозою для стабільної коаліції.
На цих самих виборах Партія прогресу змінила свою позицію, щоб підтримати членство в ЄС, однак Партія незалежности закликала до референдуму перед початком переговорів. Соціал-демократичний альянс зробив членство в ЄС ключовим питанням кампанії.
Після перемоги Соціал-демократичного альянсу на виборах 2009 року новий прем'єр-міністр Йоуганна Сігюрдардоуттір розпочала процес подання негайної заявки на членство до Європейського Союзу і запровадження євро протягом чотирьох років як засобу управління боргом країни.

#### Парламентські дебати 2009 року
На початку травня 2009 року розкриття деяких елементів припускало, що питання подачі заявки на членство в ЄС, ймовірно, буде залишено на розгляд парламенту, в якому Альянс, Партія прогресу та Громадський рух разом представляли достатньо місць, щоб затвердити додаток. Сігмюндюр Давид Гюннлейгссон, лідер Партії прогресу, рішуче заперечив, що його партія допоможе уряду в цьому питанні. Навесні 2010 року античленська коаліція Ліва/Зелена визнала, що міністр закордонних справ представить законопроєкт про переговори з ЄС.
10 травня 2009 року прем'єр-міністр Йоуганна Сігюрдардоуттір оголосила, що уряд має намір рухатися до членства швидше, ніж очікувалося. Вона повідомила, що 15 травня 2009 року до парламенту буде внесено законопроєкт про початок переговорів. Вона зазначила, що впевнена, що законопроєкт буде ухвалено, і що вона забезпечила парламентську більшість у цьому питанні, незважаючи на офіційний опір переговорам з боку одного з її партнерів по коаліції. Насамкінець вона сказала, що сподівається, що заявка буде подана не пізніше липня 2009 року.
Уряд вказав, що це питання буде поставлено на голосування після того, як будуть узгоджені угоди про приєднання.

#### Подання заявки
Подання про схвалення подання заявки на членство було офіційно внесено до парламенту 25 травня 2009 року. Голосування мало відбутися 13 липня, але було перенесене на 16 липня.
Спочатку пропозиція Партії незалежности про проведення референдуму щодо членства була відхилена 32 голосами проти 30 при одному утриманні. Нарешті, Альтинг проголосував за переговори про вступ до ЄС (33 голоси «за», 28 проти і 2 утрималися). Голова парламентського комітету з європейських справ Арні Тор Сігурссон заявив, що Ісландія не буде готова приєднатися до ЄС принаймні до 2013 року, хоча уряд заявив, що хоче завершити переговори до кінця 2010 року.

Лист-заявка від 16 липня 2009 р. слідує за голосуванням Альтингу за подання заявки на членство. 17 липня 2009 року посол Ісландії в Стокгольмі передав ісландську кандидатуру в ЄС уряду Швеції, який відповідав за головування в Раді Європейського Союзу. Прохання було знову передано міністру закордонних справ Швеції на церемонії в Стокгольмі 23 липня 2009 року.
Уряд Ісландії має честь подати цим, відповідно до статті 49 Договору про Європейський Союз, заявку Республіки Ісландія на членство в Європейському Союзі.— Йоуганна Сігюрдардоуттір, Офіційна заявка Ісландії на членство в Європейському Союзі
Вона була прийнята Радою Європейського Союзу 27 липня того ж року.

### Процес
Швеція, яка тоді була головою Ради ЄС, оголосила, що зробить процес вступу Ісландії пріоритетом. 24 липня литовський парламент одноголосно схвалив і повністю підтримав заявку Ісландії на членство в Європейському Союзі. Незабаром після цього, 27 липня, Мальта оголосила про підтримку членства Ісландії.
У вересні 2009 року міністр закордонних справ Іспанії відвідав Ісландію, щоб обговорити заявку та хід процесу приєднання Ісландії. 8 вересня Єврокомісія надіслала Ісландії список із 2 500 запитань щодо імплементації критеріїв конвергенції та прийняття законодавства Союзу. Ісландія повернула свої відповіді 22 жовтня 2009 року. 2 листопада Ісландія обирає головного переговорника для ведення переговорів про вступ до ЄС: Стефана Гаукура Йоханнессона, посла Ісландії в Бельгії.
У січні 2010 року однією з проблем стала справа Icesave. Сполучене Королівство та Нідерланди хотіли, щоб уряд Ісландії відшкодував їм витрати на покриття збитків їхніх громадян через банкрутство ісландських банків. Якщо Ісландія не заплатить, перешкоди для членства можуть виникнути з боку Сполученого Королівства та Нідерландів. Якщо Ісландія погодиться відшкодувати витрати Сполученому Королівству та Нідерландам, доданий борг ускладнить прийняття євро, що є однією з основних причин приєднання Ісландії до Союзу, через критерії конвергенції. Міністр закордонних справ Іспанії Мігель Анхель Моратінос, який у січні-червні 2010 року головував у Раді Європейського Союзу, заявив, що питання Icesave не вплине на кандидатуру. Девід Мілібенд, тодішній міністр закордонних справ Сполученого Королівства, підтвердив постійну підтримку Сполученого Королівства членства Ісландії. Більше того, нідерландський міністр закордонних справ вказав, що відкриття переговорів не буде заблоковано проблемою Icesave, і що вона буде вирішена до приєднання Ісландії.
У лютому 2010 року Європейський комісар з питань розширення та політики сусідства рекомендував Раді Європейського Союзу розпочати переговори про вступ з Ісландією. Хоча очікувалося, що офіційний статус кандидата Ісландії буде визнано на європейському саміті в березні, це було відкладено, щоб дозволити німецькому парламенту розглянути це питання. Німецький парламент проголосував за відкриття переговорів про вступ 22 квітня 2010 року. У червні Європейська Рада вирішила, що переговори розпочнуться, а 17 червня 2010 року ЄС визнав офіційний статус Ісландії-кандидата, офіційно схваливши початок переговорів про вступ. Ці переговори почалися 27 липня 2010 року.

### Зняття кандидатури
21 лютого 2014 року, партії при владі оголошують, що вони погодилися внести законопроєкт, спрямований на зняття ісландської кандидатури, зазначений законопроєкт також вказує, що референдум буде необхідною передумовою для будь-якої нової кандидатури. Тим не менш, багато виборців, навіть якщо вони були проти членства в Європі, протестували проти цього, настільки, що онлайн-петиція з вимогою проведення референдуму об'єднує понад 20 % виборців. На початку березня посол ЄС у Рейк'явіку Маттіас Брінкманн заявив, що Ісландія може призупинити переговори, а не просто зняти свою кандидатуру, таким чином суперечивши прем'єр-міністру Ісландії Зігмундуру Давіду Гуннлаугссону, який заявив, що його уряд має лише два варіанти: відновити переговори або відкликати заявку, подану у 2009 році. Нарешті, 12 травня 2014 року, уряд оголосив, що відкладає цей проєкт на осінь, після літніх парламентських канікул.
Зняття кандидатури відбулося 12 березня 2015 року простим листом на ім'я Голови Латвії в Європейському Союзі.

## Хід переговорів

### Тривалість переговорів
30 січня 2009 року комісар з питань розширення Оллі Рен прокоментував, що Ісландія, ймовірно, могла б приєднатися до Європейського Союзу одночасно з Хорватією, зазначивши, що Ісландія є довготривалою демократією і що вона не повинна отримувати особливого ставлення. Він також заявив, що Ісландія вже застосовує дві третини законодавства Європейського Союзу через своє членство в ЄЕЗ.
В інших випадках, комісар заявляв, що переговори можуть тривати більше чотирьох років. Однак Секретаріат ЄАВТ у Брюсселі повідомив у 2005 році, що Ісландія прийняла 6,5 % правил Союзу в результаті його дотримання угод ЄЕЗ. Проте було зазначено, що acquis communautaire містив близько 100 000 нормативних актів, у тому числі близько 25 000 постанов і директив, тоді як загальна кількість стандартів європейського походження, що діють в Ісландії, включає лише 5 000 законів і нормативних актів.

### Acquis communautaire
Щоб стати членом, країна повинна спочатку подати заявку, а потім бути визнана країною-кандидатом. Щоб це сталося, країна повинна відповідати першому з Копенгагенських критеріїв: це має бути політично стабільна демократія, яка поважає права людини. Потім можна розпочати переговори, які розглядатимуть виконання економічних критеріїв, ступінь прийняття законодавства Союзу та можливі винятки.
Вивчення acquis communautaire мала початися з середини листопада 2010 року до червня 2011 року.

### Припинення переговорів
Після парламентських виборів у квітні 2013 року Партія незалежности та Партія прогресу об'єднали зусилля, щоб сформувати новий уряд на чолі з Зігмундуром Давідом Гуннлаугссоном (ПП). 22 травня 2013 року, коаліція вирішує припинити переговори про вступ країни до Європейського Союзу до тих пір, поки не був організований референдум щодо продовження процесу вступу.
12 вересня 2013 року, міністр закордонних справ Ісландії Гуннар Брагі Свейнсон оголошує, що він призупинив переговори про вступ до ЄС на час законодавчого органу.

### Наслідки відходу від переговорів
13 березня 2015 року представники опозиції звернулися до лідерів Європейського Союзу, щоб закликати їх завжди розглядати Ісландію як кандидата, вважаючи вихід неконституційним.
15 березня, після зняття кандидатури, на заклик опозиційних партій зібралися майже 7000 демонстрантів. Вони звинувачують уряд у тому, що він зняв свою кандидатуру без консультації з депутатами, а Верховна Рада проголосувала за цю кандидатуру у 2009 році. Таким чином, за словами лідера соціал-демократів Арні Палла Арнасона, скасувати це рішення може лише парламент. Уряд хотів набрати більшість у парламенті, щоб зняти свою кандидатуру, але йому це не вдалося, оскільки деякі хотіли організувати референдум.
Опитування, опубліковане 20 березня в щоденнику Fréttablaðið, показує, що 63 % виступають проти зняття цієї кандидатури. Проте більшість ісландців проти членства, зокрема тому, що вони не хочуть, щоб рибальство підпадало під європейські квоти. Під час переговорів, з червня 2011 року по січень 2013 року, питання про рибальство не розглядалося.

### Можливість відновлення
9 січня 2017 року за підсумками парламентських виборів у жовтні 2016 року була сформована коаліція, що складалася з Партії незалежности, «Світле майбутнє» та «Відрейсн». Через розбіжности щодо теми сторін — Світле майбутнє і Віррейсн хоче, щоб Ісландія приєдналася до ЄС, а Партія незалежности протистоїть цьому — коаліційна угода передбачає проведення референдуму щодо відновлення процесу вступу до Європейського Союзу.
Станом на 20 січня 2015 53 555 осіб (22,1 % виборців Ісландії) підписали петицію з вимогою провести обіцяний референдум. Опитування Gallup, проведене на початку російського вторгнення в Україну 2022 року під час російсько-української війни, показало, що ісландці (47 %) підтримують приєднання до Європейського Союзу.

## Проблеми членства в Ісландії

### Євро
У зв'язку з девальвацією ісландської валюти уряд розглянув можливість переходу на євро без вступу до Європейського Союзу. Однак ЄС заявив, що Ісландія не може приєднатися до Економічного і валютного союзу (ЄВС), не ставши країною-членом ЄС. Інші європейські країни ввели євро, не вступивши до ЄС (Андорра, Монако, Сан-Марино, Ватикан, Чорногорія та Косово), але жодна з цих країн не мала власної валюти, коли євро було введено в 1999 році. Таким чином, використання євро є продовженням попередньої ситуації.

### Квоти
Найскладнішими питаннями на переговорах були квоти на рибальство та китобійний промисел. Справді, у 2010 році комісар ЄС з морських справ і рибальства засудив одностороннє рішення ісландських рибалок збільшити квоти на вилов скумбрії понад нормальний рівень — з 2 000 тонн до 130 000 тонн — через велику присутність у їхніх водах. Натомість шотландські та ірландські рибалки працювали в межах квот. Ісландці, прив'язані до рибальства, відмовилися від введення Європейським Союзом квот на вилов риби.
Наприкінці квітня 2009 року Сполучене Королівство, держава-член Європейського Союзу, з якою Ісландія має довгу історію суперечок щодо територіальних вод і рибальства, оголосила, що підтримує членство Ісландії в ЄС.

## Членське становище
Після відхилення «третього закону про Icesave» на другому ісландському референдумі, який був організований з метою погашення боргу, радник прем'єр-міністра Нідерландів у справі Icesave Сільвестр Ейффінґер заявив, що він «ніяк» за, щоб Ісландія могла приєднатися до Союзу за цих умов.
Я думаю, що на даний момент немає способу змусити Ісландію приєднатися до ЄС.— Сильвестр Ейффінгер
Тим не менш, комісар з розширення Штефан Фюле та його колега, відповідальний за внутрішній ринок, Мішель Барньє вказали, що, хоча Комісія буде слідкувати за подіями у справі щодо зобов'язань Ісландії, що випливають із її участі в Європейському економічному просторі, це не вплине на процес розширення.

### Цитати
1. ↑  L'Union européenne portait alors le nom de Communautés européennes.
2. ↑  Останній має повноваження обговорювати найважливіші політики ЄС, такі як розширення, до того, як уряд зможе вжити заходів.

### Статті
Англійською
- Iceland applies to join European Union. un article du site de CNN (англ.). 2009. CNN09. Архів оригіналу за 18 травня 2022. Процитовано 26 septembre 2010.
- Iceland EU bid gets European Commission support. un article du site BBC (англ.). 2010. BBC26sept10. Архів оригіналу за 18 травня 2022. Процитовано 26 septembre 2010.
- Iceland’s European Committee in Brussels. Iceland Review (англ.). 2008. IceRevsept08. Архів оригіналу за 3 жовтня 2013. Процитовано 29 septembre 2010.
- Iceland could 'quickly' join the EU if requested: Commissioner. un article AFP (англ.). Bruxelles. 2008. AFPoct08. Архів оригіналу за 25 octobre 2008. Процитовано 29 septembre 2010.
- Sweden to Prioritize Iceland’s EU Admission. Iceland Review (англ.). 2009. IceReviewjuin09. Архів оригіналу за 17 лютого 2012. Процитовано 28 septembre 2010.
- Britain to Help Speed up Iceland’s EU Membership. Iceland Review (англ.). 2009. IceRevavr09. Архів оригіналу за 17 лютого 2012. Процитовано 29 septembre 2010.
- Progressives support Iceland EU entry. Ice News (англ.). 2008. IceNewssepte10. Архів оригіналу за 14 лютого 2012. Процитовано 29 septembre 2010.
- Majority of Icelanders Wants to Join EU. Iceland Review (англ.). 2008. IceRev26fev2008. Архів оригіналу за 3 жовтня 2013. Процитовано 30 septembre 2010.
- German Parliament Greenlights Iceland-EU Talks. Iceland Review (англ.). 2010. Icereviewavr10. Архів оригіналу за 29 лютого 2012. Процитовано 28 septembre 2010.
- Stefan Haukur Johannesson to serve as Iceland’s Chief EU negotiator. Ice News (англ.). 2009. IcNenov09. Архів оригіналу за 28 січня 2010. Процитовано 28 septembre 2010.
- Iceland on Its Way into the EU?. Iceland Review (англ.). 2009. Icerev26avril2009. Архів оригіналу за 13 січня 2011. Процитовано 29 septembre 2010.
- Independence Party to Form New Policy on EU. Iceland Review (англ.). 2008. IceRev. Архів оригіналу за 17 лютого 2012. Процитовано 26 septembre 2010.
- Skarphedinsson and Moratinos: Icesave has no impact on EU’s treatment of application. Ice News (англ.). 2009. IcNews9janv09. Архів оригіналу за 24 березня 2012. Процитовано 28 septembre 2010.
- Malta supports Iceland's EU bid. un article de di-ve.com (англ.). 2009. dive27jui09. Архів оригіналу за 13 грудня 2007. Процитовано 28 septembre 2010.
- Iceland returns EU questions. Ice News (англ.). 2009. IceNewsoct09. Архів оригіналу за 24 березня 2012. Процитовано 28 septembre 2010.
- The Lithuanian Parliament supports Iceland’s EU Membership. Ice News (англ.). 2009. IceNe09. Архів оригіналу за 24 березня 2012. Процитовано 28 septembre 2010.
- Iceland's biggest party wants two EU referendums. EUbusiness (англ.). 2009. EUbusi. Архів оригіналу за 5 червня 2011. Процитовано 27 septembre 2010.
- Application sent to Stockholm for Iceland to join the EU. IceNews (англ.). 2009. IceNews17709. Архів оригіналу за 24 березня 2012. Процитовано 28 septembre 2010.
- Iceland submits EU membership bid. BBC News (англ.). 2009. BB09. Архів оригіналу за 2 жовтня 2013. Процитовано 28 septembre 2010.
- Iceland moves towards joining EU. BBC News (англ.). 2009. BBCNjuillet2009. Архів оригіналу за 16 липня 2009. Процитовано 28 septembre 2010.
- EU accession bill reaches Iceland parliament. IceNews (англ.). 2009. IceNews26509. Архів оригіналу за 24 лютого 2012. Процитовано 22 juillet 2009.
- Iceland's PM to seek vote on EU. BBC News (англ.). 2009. BBCNews100509. Архів оригіналу за 2 жовтня 2013. Процитовано 22 juillet 2009.
- Iceland vote on EU bid delayed until Thursday. EUbusiness (англ.). Reykjavik. 2009. EUbusijui2009. Архів оригіналу за 5 червня 2011. Процитовано 28 septembre 2010.
- Icelandic parties clarify EU positions ahead of snap polls. EUBusiness (англ.). Reykjavik. 2009. EUbusimar09. Архів оригіналу за 5 червня 2011. Процитовано 27 septembre 2010.
- Progressives support Iceland EU entry. Ice News (англ.). 2009. IceNews10. Архів оригіналу за 14 лютого 2012. Процитовано 27 septembre 2010.
- Iceland Progressives vote to back EU accession talks. Forbes (англ.). Stockholm. 2009. Forbes09.[недоступне посилання]
- Iceland Mulls EU Membership. Deutsche Welle-World (англ.). 2007. DWW07. Архів оригіналу за 18 січня 2012. Процитовано 26 septembre 2010.
- EU summit approves membership talks for Iceland. un article du site World News (англ.). Bruxelles. 2010. WN17ju10. Процитовано 29 septembre 2010.
- Banks, Martin (2010). Lisbon treaty 'delays' Iceland EU bid. The Parliament (англ.). Архів оригіналу за 20 лютого 2012. Процитовано 28 septembre 2010.
- Cendrowicz, Leo (2009). Iceland's Urgent Bid to Join the E.U. TIME (англ.). Bruxelles. Архів оригіналу за 26 серпня 2013. Процитовано 28 septembre 2010.
- Furlong, Ray (2008). Iceland moves to shore up economy. BBC News (англ.). Архів оригіналу за 8 жовтня 2008. Процитовано 26 septembre 2010.
- Guðmundsson, Hjörtur J. (2009). Has Iceland really adopted two-thirds of EU legislation?. EUobserver (англ.). Архів оригіналу за 11 жовтня 2011. Процитовано 29 septembre 2010.
- Kroet, Cynthia (2017). Iceland’s center right agree on coalition, pledge EU referendum. Politico (англ.). Архів оригіналу за 18 травня 2022. Процитовано 18 травня 2022.
- Johnson, Miles (2009). Iceland minister warns on EU. Financial Times (англ.).
- King, Neil (2009). Government split puts Iceland's fast-track EU membership on hold. Deutsche Welle (англ.). Архів оригіналу за 17 липня 2009. Процитовано 28 septembre 2010.
- Kirk, Lisbeth (2006). Iceland cool on EU membership. EUobserver (англ.). Архів оригіналу за 16 липня 2011. Процитовано 30 septembre 2010.
- Kirk, Lisbeth (2009). Most Icelanders opposed to EU membership. EUobserver (англ.). Kirk09. Архів оригіналу за 5 червня 2011. Процитовано 30 septembre 2010.
- Mahony, Honor (2010). Iceland membership talks formally begin Tuesday. EUobserver (англ.). Архів оригіналу за 21 вересня 2011. Процитовано 29 septembre 2010.
- Rettman, Andrew (2006). Iceland in EU by 2015, prime minister says. EU Observer (англ.). Архів оригіналу за 16 липня 2011. Процитовано 26 septembre 2010.
- Rettman, Andrew (2009). EU ministers put Iceland on road to accession. EUobserver (англ.). Архів оригіналу за 28 липня 2011. Процитовано 26 septembre 2010.
- Totaro, Paola (2009). Iceland may join EU after left-wing victory. The Age (англ.). Архів оригіналу за 29 квітня 2009. Процитовано 27 septembre 2010.
- Valdimarsson, Omar (2009). Iceland submits proposal to parliament for EU talks. Forbes.com (англ.). Reykjavik. Forbs10. Архів оригіналу за 26 липня 2009. Процитовано 22 juillet 2009.
- Phillips, Leigh (2011). Netherlands: 'No way now for Iceland to join EU'. EUobserver (англ.). Архів оригіналу за 15 квітня 2011. Процитовано 18 травня 2022.

Фінською
- EU lupaa Islannille nopean jäsenyyden ilman erikoiskohtelua. Helsingin Sanomat (фін.). 2009. HelSan. Архів оригіналу за 31 січня 2009. Процитовано 29 septembre 2010.

Французькою
- La majorité des islandais est en faveur des discussions d’adhésion à l’UE. EurActiv. 2010. EurActivsept2010. Архів оригіналу за 29 квітня 2012. Процитовано 3 octobre 2010.
- L’Islande se prépare aux négociations d’adhésion à l’UE. EurActiv.com. 2009. Eura09. Архів оригіналу за 27 листопада 2009. Процитовано 22 juillet 2009.
- Les discussions entre l’Islande et l’UE menacées par la “guerre du maquereau”. EurActiv.com. 2010. Eura25aou10. Архів оригіналу за 29 квітня 2012. Процитовано 29 septembre 2010.
- L’Islande se dit prête à adhérer en 2011. EurActiv. Reykjavik. 2009. Eurac16jui09. Архів оригіналу за 20 грудня 2009. Процитовано 28 septembre 2010.
- Les Pays-Bas ne bloqueront pas les négociations d'adhésion avec l'Islande. EurActiv. 2010. Euractiv190310. Архів оригіналу за 11 червня 2011. Процитовано 28 septembre 2010.
- Islande : le Parlement accepte les négociations avec l’UE. EurActiv.com. 2009. Euracjuillet09. Архів оригіналу за 26 листопада 2009. Процитовано 28 septembre 2010.
- L'UE accuse l'Islande et les Iles Féroé de surpêcher le maquereau. Libération. 2010. Libéaout10. Архів оригіналу за 28 серпня 2010. Процитовано 29 septembre 2010.
- Grosse manifestation en Islande contre le retrait de la candidature à l'UE. RTBF. 2015. RTBF15.03.15. Архів оригіналу за 29 грудня 2021. Процитовано 18 травня 2022.

Ісландською
- Ákvörðun um ESB í höndum þjóðarinnar. Morgunblaðið (ісл.). 2009. Morgunmai09. Архів оригіналу за 4 червня 2009. Процитовано 28 septembre 2010.
- Meirihluti vill draga umsókn um aðild til baka. Morgunblaðið (ісл.). 2010. Morgunblaðið14juin2010. Архів оригіналу за 17 червня 2010. Процитовано 30 septembre 2010.
- Majority for EU application. Dagblaðið Vísir (ісл.). 2009. DagblaðiðVísir30juillet09. Архів оригіналу за 3 жовтня 2013. Процитовано 30 septembre 2009.
- Stjórnin ýti vandanum á undan sér. Ruv.is (ісл.). 2009. Ruv.is15509. Процитовано 27 septembre 2010.
- Meirihluti andvígur ESB. Dagblaðið Vísir (ісл.). 2009. Dagblaðið Vísir. Архів оригіналу за 2 octobre 2013. Процитовано 30 septembre 2010.
- Meirihluti hlynntur aðild að ESB. Samtök iðnaðarins (ісл.). 2005. Samtök iðnaðarins. Архів оригіналу за 17 липня 2012. Процитовано 30 septembre 2010.
- Ný könnun Bændasamtakanna: Meirihluti svarenda andvígur aðild að ESB / 33% hlynntir. Pressan (ісл.). 2008. Pressan. Процитовано 30 septembre 2010.
- 6,5% af ESB-gerðum tekin inn í EES-samninginn síðasta áratug. Morgunblaðið (ісл.). 2005. Morgunblaðið05. Процитовано 10 décembre 2008.
- Olli Rehn um ESB-aðilt. Icelandic National Television (ісл.). 2008. INTnov08. Архів оригіналу за 2 березня 2012. Процитовано 10 décembre 2008.
- Könnun: ESB yrði kolfellt í kosningum. Dagblaðið Vísir (ісл.). 2009. Dagblaðið Vísir5nov09. Архів оригіналу за 25 лютого 2014. Процитовано 30 septembre 2009.
- Geir: Ég vil ekki ganga í ESB. Morgunblaðið (ісл.). 2008. mbl.is08. Архів оригіналу за 18 травня 2008. Процитовано 26 septembre 2010.
- 29% vilja ganga í ESB. Morgunblaðið (ісл.). 2009. Morgunblaðið5nov2009. Архів оригіналу за 7 листопада 2009. Процитовано 30 septembre 2010.
- Meirihluti vill þjóðaratkvæði um aðildarumsókn. Morgunblaðið (ісл.). 2010. Morgunblaðiðjuin2010. Архів оригіналу за 15 червня 2009. Процитовано 30 septembre 2010.
- Minnkandi áhugi á ESB-aðild. Morgunblaðið (ісл.). 2008. Morgunblaðið24nov08. Архів оригіналу за 26 липня 2009. Процитовано 30 septembre 2010.
- Euro support in Iceland hits five-year high. Samtök iðnaðarins (ісл.). 2007. Samtök iðnaðarins2007. Архів оригіналу за 7 février 2012. Процитовано 30 septembre 2010.
- Framsókn vill sækja um ESB-aðild með skilyrðum. Morgunblaðið (ісл.). 2009. mbl.is09. Процитовано 27 septembre 2010.
- Fækkar heldur sem styðja viðræður. Dagblaðið Vísir (ісл.). 2009. Dagblaðið Vísiravril09. Архів оригіналу за 18 mai 2016. Процитовано 30 septembre 2010.
- Mikill meirihluti vill viðræður. RÚV (ісл.). 2009. RÚV. Процитовано 30 septembre 2010.
- Innlent, Viðskipti (2010). Ný könnun: Stuðningur við aðildarviðræður við ESB fer vaxandin. eyjan (ісл.). Архів оригіналу за 6 березня 2012. Процитовано 30 septembre 2010.
- Meirihluti vill halda viðræðum áfram. Morgunblaðið (ісл.). 2011. Mbljanv2011. Архів оригіналу за 23 лютого 2014. Процитовано 29 janvier 2011.